# River Menalhyl
River Menalhyl är ett vattendrag i Storbritannien.   Det ligger i grevskapet Cornwall och riksdelen England, i den södra delen av landet, 400 km väster om huvudstaden London.